# East Stockwith
East Stockwith is een civil parish in het bestuurlijke gebied West Lindsey, in het Engelse graafschap Lincolnshire met 314 inwoners.